# Колумбийско песо
Вижте пояснителната страница за други значения на песо.
Колумбийското песо (COP) е валута и официалното разплащателно средство в Колумбия. Става официална валута на Колумбия през 1837 г.
През 2005 г. 2300 колумбийски песо се равняват на 1 американски долар и 3000 се равняват на 1 евро. Книжните банкноти в циркулация са 1000, 2000, 5000, 10 000, 20 000 и 50 000 песо, а монетите са 20, 50, 100, 200 и 500 песо.